# セント・ジョージ教区 (ドミニカ国)
セント・ジョージ教区（英語: Saint George Parish）は、ドミニカ国に10ある行政教区のひとつ。南部に位置し、北から時計回りにセント・ポール教区、セント・デイヴィッド教区、セント・パトリック教区、セント・ルーク教区、カリブ海と接する。
同国首都ロゾーが教区北西部に位置する。面積は56.2平方キロメートル、人口は20,791人（2011年国勢調査）で、内訳はロゾー市が14,741人、それ以外が6,050人となっている。これは国内では最も多く、国民の約3割がこの教区に居住している計算となる。
世界遺産のモルヌ・トロワ・ピトン国立公園はラウダ付近に所在している。

## 主要都市
- ロゾー - 最大の都市。
- カッスル・コンフォート（英語版） (Castle Comfort)
- ラウダ（英語版） (Laudat)
- ストック・ファーム（英語版） (Stock Farm)
- トラファルガー（英語版） (Trafalgar)
- ウォッテン・ウェーヴン（英語版） (Wotten Waven)